# 吴郁生

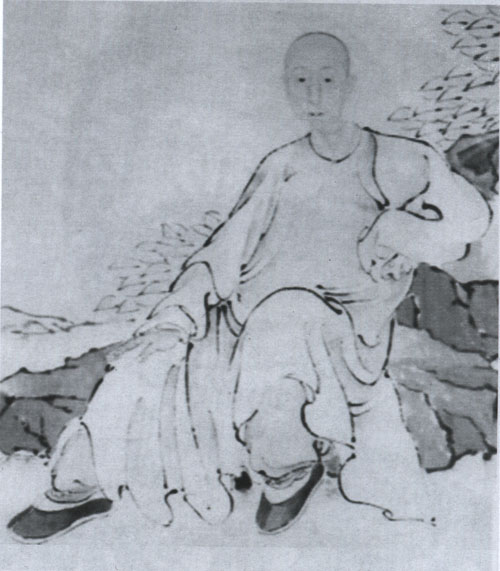
清人任薰繪《吳郁生像》，現藏故宮博物院。

吳郁生（1854年—1940年），字蔚若，號鍾齋，晚號鈍叟，江蘇蘇州府吳縣人，清末重臣，1910年末代軍機大臣。

## 生平
光緒三年（1877年）丁丑科二甲第十一名進士，同年五月選翰林院庶吉士，六年（1880年）四月散館授編修，升侍講學士，十九年（1893年）任廣東鄉試副考官，康有為在該鄉試中舉人。升內閣學士兼禮部侍郎，二十四年（1898年）戊戌變法後，二十六年（1900年）任四川學政。慈禧太后崩逝後，宣統元年（1909年）任郵傳部左侍郎，二年（1910年）正月以內閣學士在軍機大臣上學習行走，三年（1911年）署郵傳部尚書，同年九月任弼德院顧問大臣。辛亥革命後僑居當時德國殖民地青島，寄情詩詞書法繪畫。民國二十九年（1940年）卒，諡文安。

## 家族
來自蘇州洞涇吳氏。祖父吳廷琛，父吳毓滋為吳廷琛第七子。母為李逢辰女。次弟吳鄂生之女嫁陸鴻儀弟陸鴻吉。
夫人為常熟曾熙文女（曾樸姑母）；繼妻為許道申女；再繼妻為邵燦女。有三子：長子吳曾志，配朱丙炎女；次子吳曾懃（號潛甫，1893-？，出嗣吳鄂生），北京譯學館畢業，留學比利時，回國後任北京大學法預科教授，配劉錦藻女；三子吳曾惠早逝。還有四女：其中長女嫁曾棫；次女嫁合肥李靖國（李文安曾孫、李蘊章孫）；三女嫁熊垓。